# Rhyothemis notata
Rhyothemis notata е вид водно конче от семейство Libellulidae. Видът не е застрашен от изчезване.

## Разпространение
Разпространен е в Бенин, Гана, Демократична република Конго, Камерун, Либерия, Нигерия и Централноафриканска република.